# في عصرنا

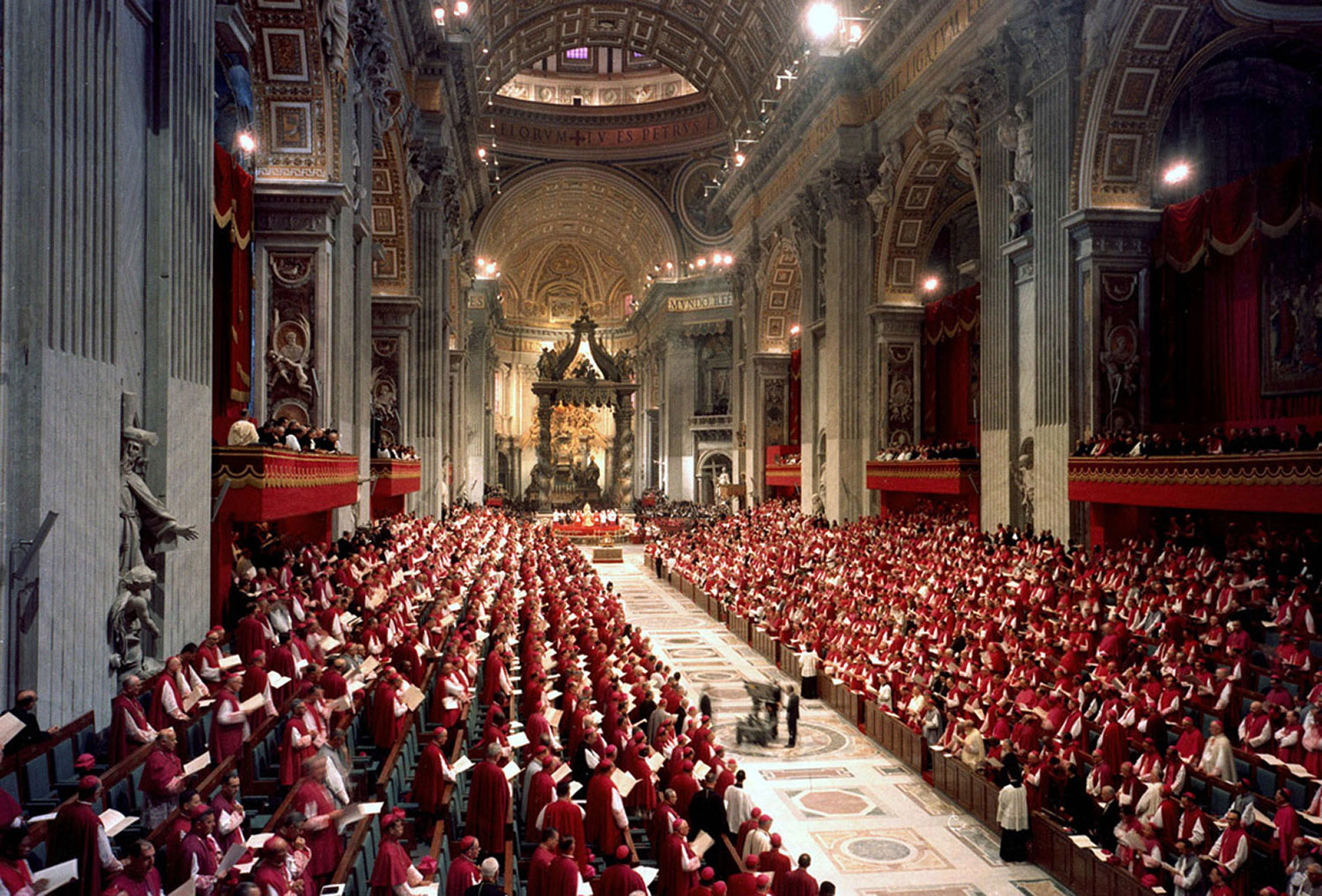
المجمع الفاتيكاني الثاني

في عصرنا (باللاتينية Nostra aetate نوسترا آيتاتي) هو البيان الرسمي الصادر عن المجمع الفاتيكاني الثاني بتاريخ 28 تشرين الأول/أكتوبر 1965، ويتناول علاقة الكنيسة الكاثوليكية بالديانات غير المسيحية. يمثّل هذا البيان نقطة تحوّل في نظرة الكنيسة للعالم الديني خارج المسيحية، ويدعو إلى الحوار، والاحترام المتبادل، ونبذ التمييز الديني والعرقي.

## البيان
يبدأ البيان بالتأكيد على وحدة الجنس البشري وأصله المشترك، وعلى سعي الإنسان الدائم لفهم أسرار الحياة والموت، والخلاص والغاية من الوجود. ويدعو إلى النظر بإمعان إلى ما هو مشترك بين البشر في بحثهم عن الحقيقة.

### الديانات غير المسيحية
يشير البيان إلى أن الشعوب عبر العصور عبّرت عن إيمانها بقوة خفية أو ألوهة سامية، وأن الديانات الكبرى قدّمت أجوبة فلسفية وروحية على أسئلة الإنسان الوجودية. ويُبرز الهندوسية والبوذية كنموذجين رئيسيين
- في الهندوسية، يسعى الإنسان إلى فهم السر الإلهي والتقرّب من الله عبر الأساطير، التأمل، والزهد.
- أما البوذية، فتعترف بنقص هذا العالم وتدعو إلى طريق روحي يؤدّي إلى التحرر أو النيرفانا.

يؤكد المجمع أن الكنيسة الكاثوليكية «لا ترذل شيئًا مما هو حقّ ومقدّس في هذه الديانات»، وتدعو إلى الحوار والتعاون بروح الاحترام والمحبة.

### الديانة الإسلامية
يفرد البيان فقرة خاصة عن الإسلام، حيث يذكر أن الكنيسة "تنظر بعين الاعتبار إلى المسلمين"، ويصفهم بأنهم:
- يعبدون الإله الواحد الحيّ القيوم، الرحيم، الضابط الكلّ، خالق السماء والأرض؛
- يجلّون يسوع كنبي ويكرّمون مريم العذراء؛
- يمارسون العبادة من خلال الصلاة، والزكاة، والصوم؛
- ويؤمنون بـ يوم الدين.

يدعو المجمع إلى نسيان الخصومات التاريخية بين المسيحيين والمسلمين والعمل معًا لأجل العدالة والسلام والحرية.

### الديانة اليهودية
تخصص الوثيقة فقرة عميقة للعلاقة مع الديانة اليهودية واليهود، وتؤكد على:
- الجذور المشتركة بين الكنيسة وشعب العهد القديم؛
- أن الكنيسة لا تستطيع أن تنسى أن وحي العهد القديم جاء من خلال الشعب اليهودي؛
- وأن يسوع ومريم والرسل جميعهم كانوا من اليهود.

يؤكد البيان أنه لا يجوز تحميل كل اليهود، سواء في الماضي أو الحاضر، مسؤولية صلب المسيح. ولا يجوز النظر إلى اليهود كأنهم مرفوضون من الله أو ملعونون. كما تدين الكنيسة كل أشكال معاداة السامية والاضطهاد ضد اليهود، وتدعو إلى تعزيز المعرفة والاحترام المتبادلين.

### الدعوة إلى الأخوّة ورفض التمييز
يختم البيان بالدعوة إلى الأخوّة الإنسانية، ويربط بين محبة الله ومحبة القريب، ويشجب كل تمييز على أساس العرق أو الدين أو الوضع الاجتماعي، ويحث المسيحيين على أن «يسيروا سيرة حسنة بين الأمم».

## وصلات خارجية
في عصرنا - Nostra Aetate - بيان حول "علاقة الكنيسة بالديانات غير المسيحية"